# Biosaatgut
Die Begriffe Biosaatgut, biologisches Saatgut oder ökologisches Saatgut bezeichnen Saatgut oder vegetatives Vermehrungsmaterial, das auf Betrieben, die nach den Richtlinien der Biologischen Landwirtschaft arbeiten, vermehrt wurde. Als eigenständige Landwirtschaftsform wird im Biolandbau seit den 1970er Jahren auch eine eigenständige Versorgung mit Biosaatgut angestrebt.

## Beschreibung
An verschiedenen Orten vor allem in Deutschland, der Schweiz, Österreich und Frankreich wird in den letzten Jahren zunehmend mehr Saatgut in den Handel gebracht, das ausschließlich auf Biobetrieben vermehrt wurde. Dies umfasst mittlerweile nicht nur die einmalige Vermehrung auf einem Biobetrieb, sondern auch die Pflege und den Erhalt der Sorten, bis hin zur Entwicklung neuer, eigenständiger, unter Biobedingungen entwickelter Sorten.
Im Biolandbau sind die zur Verfügung stehenden Nährstoffmengen limitiert, die Nährstoffdynamik im Jahreslauf ist eine andere, die Konkurrenz der Beikräuter ist stärker und durch den Verzicht auf chemisch-synthetische Spritzmittel und Kunstdünger werden die natürlichen Abwehrkräfte von Saatgut und Pflanzen gefördert. Deshalb braucht es Sorten, die sich für diese Bedingungen eignen. Die sogenannten Biosorten werden von Anfang an unter Biobedingungen gezüchtet. Sie wurden speziell für den Biolandbau entwickelt und optimal an diesen angepasst. Dies im Gegensatz zur konventionellen Pflanzenzüchtung, welche diese Bedürfnisse nur unzureichend berücksichtigt.
Auch beim Getreide stellt der Biolandbau vielfach andere Anforderungen an die Sorten als die konventionelle Landwirtschaft. Mittlerweile gibt es zahlreiche Sorten von Weizen, Dinkel, Roggen, Hafer und Gerste die ausschließlich unter Biobedingungen gezüchtet wurden und daran angepasst sind. Es hat sich gezeigt, dass sie, unter Biobedingungen angebaut, in Bezug auf Ertrag, Geschmack und Backeigenschaften oft besser abschneiden als vergleichbare konventionelle Sorten.

## Alternative zu Hybriden
Als Alternative zur Dominanz der Hybriden in der heutigen Pflanzenzüchtung werden somit fast ausschließlich samenfeste und damit auch nachbaufähige Sorten entwickelt.
Im Allgemeinen werden in der Züchtung von Biosaatgut die klassischen Methoden der Pflanzenzüchtung, vor allem Kreuzung und Auslese, angewandt. Um zu Ergebnissen zu kommen, muss man im Gegensatz zur modernen Pflanzenzüchtung mit 8–10 oder mehr Pflanzengenerationen rechnen.

## Vorgaben der EU
Seit 1. Januar 2009 ist eine neue EU-Öko-Verordnung in Kraft getreten, die u. a. vorschreibt, dass konventionelles Saatgut nur eingesetzt werden darf, wenn nachweislich kein Biosaatgut verfügbar ist.
In offiziellen, nationalen Datenbanken (OrganicXseeds) wird die Verfügbarkeit von biologischem Saatgut erfasst. Erst wenn die Datenbank zeigt, dass von der gewünschten Kultur kein biologisches Saatgut erhältlich ist, sind Ausnahmebewilligungen zum Einsatz von konventionellem Saatgut möglich.